# Gianfranco Ghirlanda
Gianfranco Ghirlanda SJ (ur. 5 lipca 1942 w Rzymie) – włoski duchowny rzymskokatolicki, jezuita, doktor prawa kanonicznego, rektor Papieskiego Uniwersytetu Gregoriańskiego w latach 2004–2010, kardynał diakon od 2022.

## Życiorys
W 1966 r. uzyskał magisterium z prawa na Uniwersytecie La Sapienza w Rzymie. W tym samym roku wstąpił do Towarzystwa Jezusowego i ukończył studia teologiczne na Papieskim Uniwersytecie Gregoriańskim. Święcenia kapłańskie przyjął w 1973 r. Na tym samym uniwersytecie uzyskał doktorat z prawa kanonicznego. W latach 2004–2010 był rektorem Papieskiego Uniwersytetu Gregoriańskiego.
29 maja 2022 podczas modlitwy Regina Coeli Franciszek ogłosił jego nominację kardynalską. W związku z ukończeniem 80 lat przed kreacją, nie będzie miał prawa udziału w konklawe. 27 sierpnia Ghirlanda został kreowany kardynałem diakonem i otrzymał diakonię Najświętszego Imienia Jezus.
19 czerwca 2023 papież Franciszek mianował go patronem Suwerennego Zakonu Maltańskiego.